# Avengerklasse
De Avengerklasse is een scheepstype van veertien schepen die in dienst zijn bij de Amerikaanse marine. De klasse is ontworpen en gebouwd om mijnen op zee op te sporen en onschadelijk te maken. De schepen van de Avengerklasse zijn gebouwd tussen 1987 en 1994 en hebben een naamsein dat start met de letters MCM (mine countermeasures).

## Achtergrond
In het begin van de jaren 80 begon de Amerikaanse marine met het ontwikkelen van nieuwe manieren om mijnen op te sporen en onschadelijk te maken. Dit resulteerde in het ontwerp van twee nieuwe scheepsklassen en mijnenvegende helikopters. In de Perzische Golf tijdens de acht jaar durende Irak-Iranoorlog en tijdens operaties als Desert Shield (1990) en Desert Storm (1991) werd het duidelijk dat er een grote behoefte was aan moderne schepen en materiaal om mijnen op te sporen en te vernietigen. Schepen van de Avengerklasse werden tijdens deze operaties veelvuldig ingezet.
De schepen van de Avengerklasse zijn zo ontworpen dat ze de rol van mijnenveger, maar ook van mijnenjager kunnen uitvoeren en geschikt zijn voor zowel het bestrijden van oppervlakte- als dieptemijnen. De laatste drie schepen van de Avengerklasse zijn in 1990 aangekocht en daarmee komt het totaal op veertien volledig inzetbare schepen.
De schepen van de Avengerklasse zijn uitgerust met sonar- en videosystemen, kabelsnijders en een speciaal apparaat waarmee op afstand springstof aan mijnen bevestigd kan worden waarna deze tot ontploffing gebracht kunnen worden. De schepen zijn gemaakt van glasvezelversterkte kunststof en hebben een houten boegconstructie. Het zijn de eerste grote mijnenjagers gebouwd in de Verenigde Staten in bijna 27 jaar.

## Schepen
| Schip      | Boegnummer | In dienst | Werf                  | Thuishaven       |
| ---------- | ---------- | --------- | --------------------- | ---------------- |
| Avenger    | MCM-1      | 1987      | Peterson Shipbuilders | Ingleside, Texas |
| Defender   | MCM-2      | 1989      | Marinette Marine      | Ingleside, Texas |
| Sentry     | MCM-3      | 1989      | Peterson Shipbuilders | Ingleside, Texas |
| Champion   | MCM-4      | 1991      | Marinette Marine      | Ingleside, Texas |
| Guardian   | MCM-5      | 1989      | Peterson Shipbuilders | Sasebo, Japan    |
| Devastator | MCM-6      | 1990      | Peterson Shipbuilders | Ingleside, Texas |
| Patriot    | MCM-7      | 1991      | Marinette Marine      | Sasebo, Japan    |
| Scout      | MCM-8      | 1990      | Peterson Shipbuilders | Manama Bahrein   |
| Pioneer    | MCM-9      | 1992      | Peterson Shipbuilders | Ingleside, Texas |
| Warrior    | MCM-10     | 1993      | Peterson Shipbuilders | Ingleside, Texas |
| Gladiator  | MCM-11     | 1993      | Peterson Shipbuilders | Manama, Bahrein  |
| Ardent     | MCM-12     | 1994      | Peterson Shipbuilders | Ingleside, Texas |
| Dextrous   | MCM-13     | 1994      | Peterson Shipbuilders | Manama, Bahrein  |
| Chief      | MCM-14     | 1994      | Peterson Shipbuilders | Ingleside, Texas |